# Josh Portis
Josh Portis (Woodland Hills, 14 luglio 1987) è un giocatore di football americano statunitense che gioca nel ruolo di quarterback nella National Football League e attualmente è free agent.
Firmò coi Seattle Seahawks come free agent dopo non essere stato scelto nel Draft NFL 2011.

## Carriera universitaria
Dopo la carriera nella scuola superiore, Portis era ampiamente classificato come uno dei migliori prospetti tra i quarterback della nazione a livello di high school. Josh frequentò la University of Florida per una stagione per poi trasferirsi alla University of Maryland. Nel 2009, si trasferì nuovamente nella California University of Pennsylvania della Division II , dove stabilì i record dell'istituto con 3.421 yard passate, 36 touchdowns e 3.870 yard offensive totali.

## Carriera professionistica

### Seattle Seahawks
Portis firmò coi Seattle Seahawks come free agent, dopo il draft 2011 in cui non venne selezionato, il 26 luglio 2011. Entrò nel roster dei Seahawks il 3 settembre dietro il titolare Tarvaris Jackson. L'11 agosto 2011, nella gara di pre-stagione contro i San Diego Chargers, Portis completò 5 passaggi su  per 69 yard ed un touchdown nella vittoria di Seattle. Durante la stagione regolare della NFL però non entrò mai in campo, vedendosi preferito Charlie Whitehurst nel ruolo di prima riserva di Jackson.
Il 31 agosto 2012, Portis fu tagliato dai Seahawks ma rifirmò il giorno successivo per far parte della squadra di allenamento di Seattle.

### Toronto Argonauts
L'8 marzo 2013, Portis firmò coi Toronto Argonauts della Canadian Football League.

### Ritorno ai Seahawks
Il 3 aprile 2013, Portis firmò un nuovo contratto biennale coi Seahawks ma dopo essere stato arrestato per guida in stato di ebbrezza il 5 maggio, il 21 dello stesso mese fu svincolato.

## Vittorie e premi
- Giocatore dell'anno della NCAA Division II

## Statistiche
| Partite totali | 0 |